# Peras con manzanas

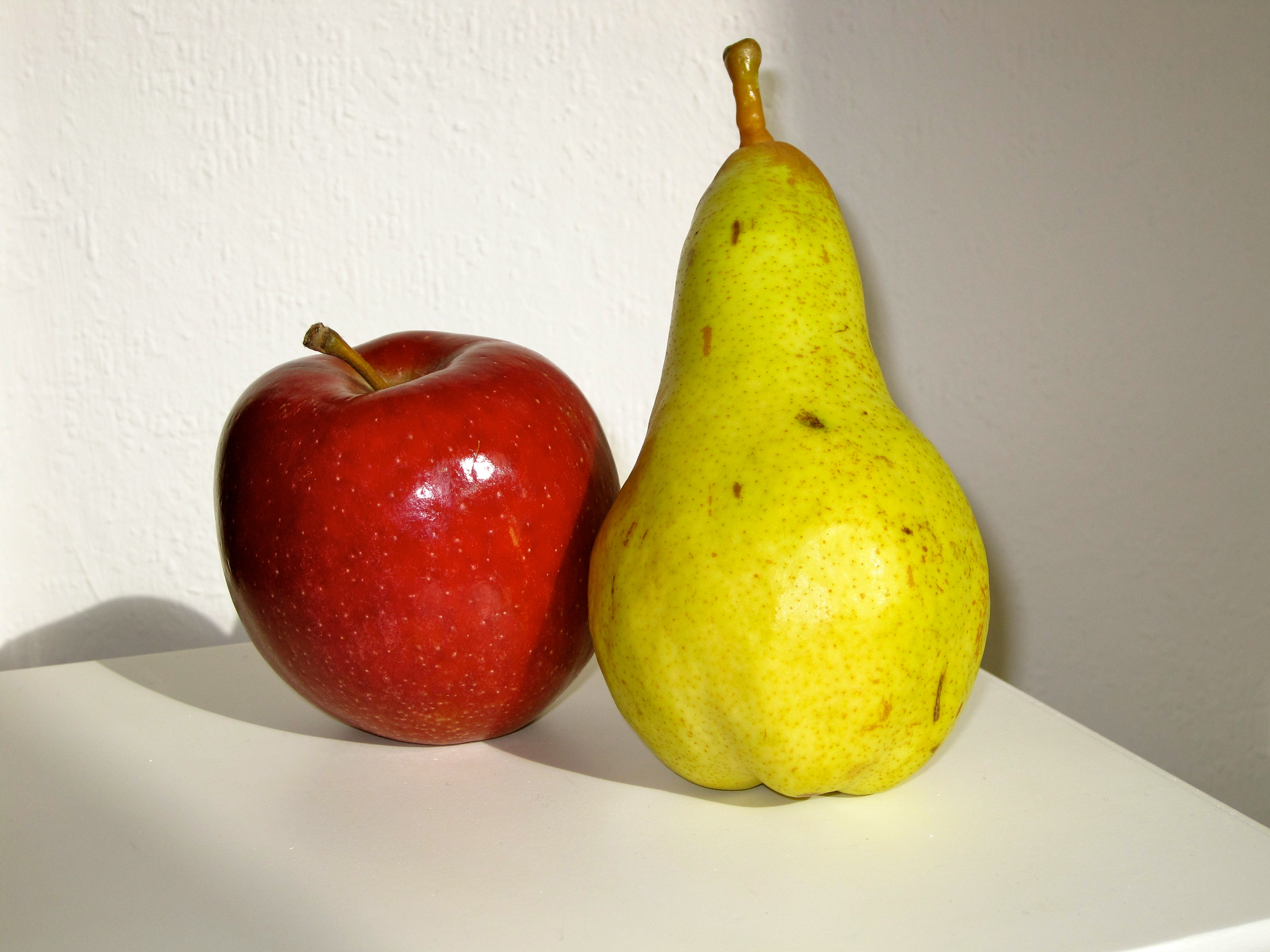
Una manzana y una pera.

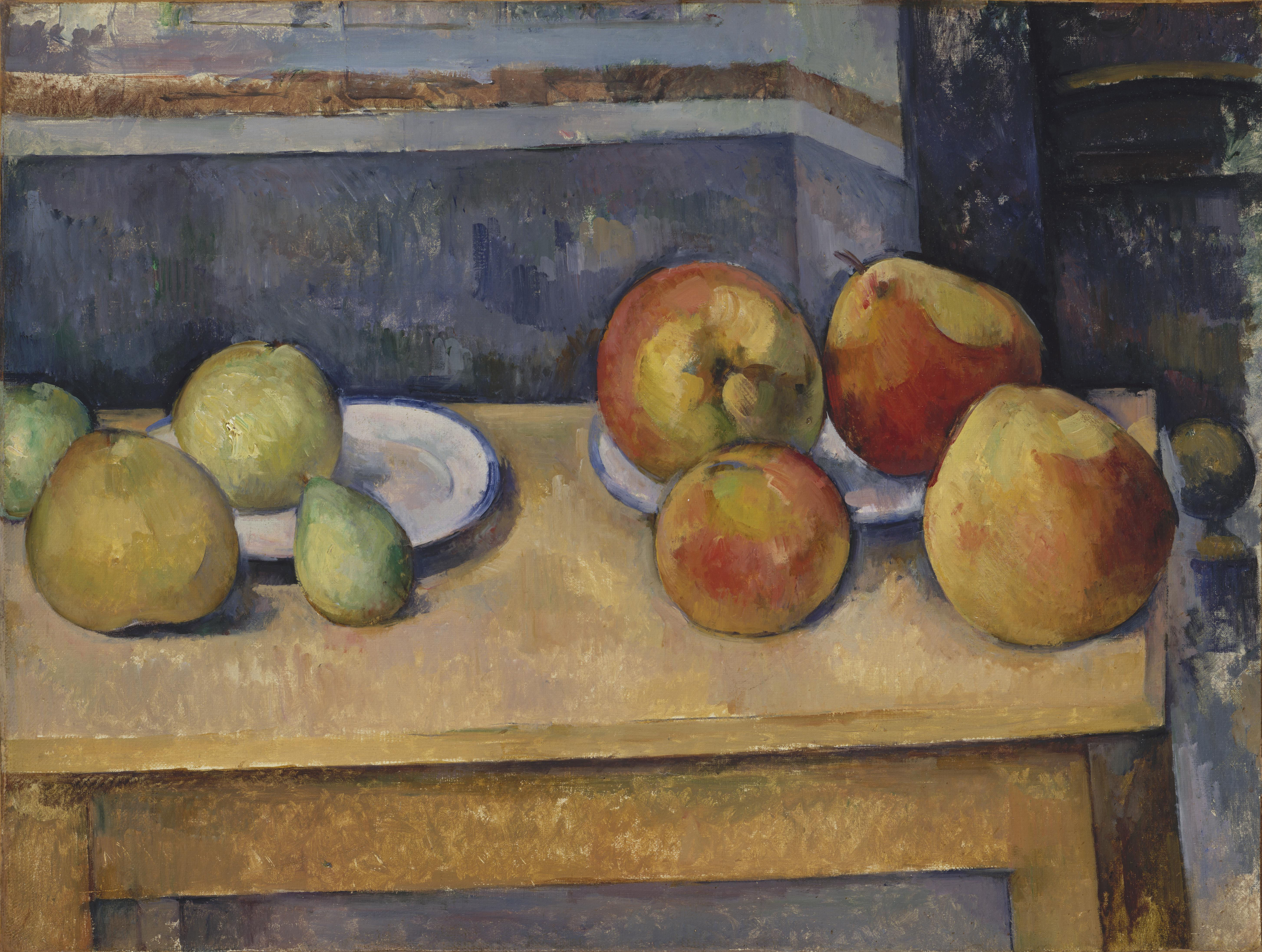
Manzanas y peras, por Paul Cézanne.

Una comparación de peras con manzanas ocurre cuando dos cosas o grupos de cosas no pueden prácticamente ser comparados.
El modismo, comparar peras con manzanas, se refiere a las aparentes diferencias entre artículos que popularmente se consideran incomparables o inconmensurables, como las peras y las manzanas. La expresión idiomática también se puede usar para indicar que se ha hecho una falsa analogía entre dos elementos. 

## Variantes
Este modismo tiene variantes como: comparar papas y boniatos, mezclar churras con merinas y comparar manzanas y naranjas, esta última resultando de la traducción literal del modismo en inglés, comparing apples and oranges. Otro modismo común es sumar peras con manzanas, lo mismo se aplica en italiano (sommare le mele con le pere) y rumano (a aduna merele cu perele). En francés quebequés, el modismo es comparador de pommes avec des naranjas (comparar manzanas con naranjas), mientras que en francés europeo es comparador de pommes et des poires (comparar manzanas y peras) o comparador de choux et des carottes (comparar coles y zanahorias). En checo, el modismo míchat jablka s hruškami significa literalmente 'mezclar manzanas con peras'. La comparación entre peras y manzanas se encuentra presente en el danés, holandés, alemán, español, sueco, croata, checo, rumano, húngaro, italiano, eslovaco, esloveno, luxemburgués, serbio y turco. También es común la comparación entre manzanas y naranjas como es en el caso del inglés, pero en algunos idiomas el término 'naranja' deriva de 'manzana', lo que sugiere que sí es posible una comparación directa entre los dos, ya que está implícitamente en sus nombres. En portugués, la expresión es comparar laranjas com bananas (comparar naranjas con bananas).
Algunos idiomas usan elementos completamente diferentes, como el serbio Поредити бабе и жабе (comparando abuelas y sapos), o el rumano baba şi mitraliera (la abuela y la ametralladora); vaca şi izmenele (la vaca y los longjohns); o țiganul şi carioca (el gitano y el marcador), o el galés mor wahanol â mêl a menyn (tan diferente como la miel y la mantequilla), mientras que algunos idiomas comparan propiedades diferentes de artículos diferentes. Por ejemplo, un modismo danés equivalente, Hvad er højest, Rundetårn eller et tordenskrald? significa "¿Qué es más alto, la Torre Redonda o un trueno?", refiriéndose al tamaño de la primera y al sonido de la segunda. En ruso, se usa la frase сравнивать тёплое с мягким (comparar cálido y suave). En Argentina, una pregunta común es ¿En qué se parecen el amor y el ojo del hacha?, enfatizando la diferencia entre dos sujetos; en Colombia, una versión similar (aunque más grosera) es: confundir la mierda con la pomada. En polaco, se usa la expresión co ma piernik do wiatraka?, que significa "¿Qué es el pan de jengibre para un molino de viento?". En chino, una frase que tiene un significado similar es 风马牛不相及 (fēng mǎ niú bù xiāng jí), que literalmente significa "los caballos y el ganado no se aparearán entre sí", que luego se terminó usando para describir cosas que son totalmente inconexas e incomparables. 
A veces se hacen una serie de comparaciones más exageradas, en los casos en que el hablante cree que los dos objetos que se comparan son radicalmente diferentes. Por ejemplo, "naranjas con orangutanes", "manzanas con lavavajillas", etc. En inglés, diferentes frutas, como las peras, ciruelas o limones a veces sustituyen a las naranjas en este contexto. 
A veces las dos palabras suenan similares, por ejemplo, el rumano merele cu perele (manzanas con peras) y el húngaro szezont a fazonnal (la temporada con la moda).   

## En la enseñanza del uso de unidades
Si bien, el modismo comparar peras con manzanas es a menudo un recurso literario, al hablar del modismo sumar peras y manzanas se hace con el propósito de enseñar a los estudiantes los usos adecuados de las unidades. Aquí, la advertencia de no poder "sumar peras con manzanas" se refiere al requisito de que dos cantidades con unidades diferentes no se pueden combinar por adición, aunque siempre se pueden combinar en forma de razón por multiplicación, de modo que la razón de la multiplicación de peras y manzanas es permitido. Del mismo modo, el concepto de esta distinción a menudo se usa metafóricamente en álgebra elemental . 
La advertencia es realmente más mnemotécnica, ya que, en general, el recuento de objetos no tiene una unidad intrínseca y, por ejemplo, un recuento de manzanas puede ser adimensional o tener fruta como dimensión; en cualquiera de estos dos casos, se pueden sumar peras con manzanas. 